# Ceranja
Cerajë en albanais et Ceranja en serbe latin (en serbe cyrillique : Церања) est une localité du Kosovo située dans la commune/municipalité de Leposavić/Leposaviq, district de Mitrovicë/Kosovska Mitrovica. Selon des estimations de 2009 comptabilisées pour le recensement kosovar de 2011, elle compte 75 habitants, tous albanais.

## Géographie
Cerajë/Ceranja est située à 10 km au sud-est de Leposavić/Leposaviq, sur la rive gauche de la Crnjanska reka, un affluent droit de l'Ibar.

## Démographie

### Évolution historique de la population dans la localité
| 1948 | 1953 | 1961 | 1971 | 1981 | 1991 | 2009 |
| ---- | ---- | ---- | ---- | ---- | ---- | ---- |
| 219  | 242  | 258  | 315  | 265  | 311  | 75   |

|  |